# Сады (Селижаровский район)
Сады — деревня в Селижаровском муниципальном округе Тверской области.

## География
Находится в западной части Тверской области на расстоянии приблизительно 15 км на запад-юго-запад по прямой от административного центра округа поселка Селижарово.

## История
На карте 1941 года деревня была отмечена как Красные Сады с 22 дворами. До 2020 года входила в состав Селищенского сельского поселения Селижаровского района до их упразднения.

## Население
Численность населения: 0 человек в 2002 году, 1 в 2010.